# 2. deild karla 1957
Die 2. deild karla 1957 war die dritte Spielzeit der zweithöchsten isländischen Fußballliga.

## Modus
Ursprünglich sollten zwölf Mannschaften in zwei Gruppen zu je sechs Teams um die Zweitligameisterschaft und Aufstieg spielen. In der Nordgruppe sagten die Vereine aus Eyjafjörður, Skagafjörður, Húsavík, Siglufjörður und Austurland ab, womit ÍB Ísafjörður als einziger Teilnehmer dieser Gruppe für das Play-off-Finale qualifiziert war. 
In der Südgruppe spielten die sechs Mannschaften jeweils einmal gegeneinander. Der Sieger dieser Gruppe spielte anschließend in einem Entscheidungsspiel gegen den Sieger der Gruppe Nord um den Aufstieg in die 1. deild karla. Von den 15 Ergebnisse ist das Ergebnis der Partie ÍBV Vestmannaeyja gegen Breiðablik Kópavogur unbekannt und fehlt daher in der Tabelle. Es war nicht mehr für den Aufstieg relevant.

## Gruppe Nord
| Pl. | Verein        | Sp. | S | U | N | Tore    | Quote | Punkte |
| --- | ------------- | --- | - | - | - | ------- | ----- | ------ |
| 1.  | ÍB Ísafjörður | 0   | 0 | 0 | 0 | 000:000 | 1,00  | 0:0    |

## Gruppe Süd
| Pl. | Verein                 | Sp. | S | U | N | Tore    | Quote | Punkte |
| --- | ---------------------- | --- | - | - | - | ------- | ----- | ------ |
| 1.  | ÍB Keflavík            | 5   | 5 | 0 | 0 | 020:100 | 20,00 | 10:0   |
| 2.  | Þróttur Reykjavík      | 5   | 4 | 0 | 1 | 014:500 | 2,80  | 08:20  |
| 3.  | Reynir Sandgerði       | 5   | 3 | 0 | 2 | 017:100 | 1,70  | 06:40  |
| 4.  | Víkingur Reykjavík (A) | 5   | 1 | 1 | 3 | 010:100 | 1,00  | 03:70  |
| 5.  | ÍBV Vestmannaeyja      | 4   | 0 | 1 | 3 | 005:200 | 0,25  | 01:70  |
| 6.  | Breiðablik Kópavogur   | 4   | 0 | 0 | 4 | 003:230 | 0,13  | 0:80   |

| (A) | Absteiger aus der 1. deild karla 1956 |

|                      | ÍBK | ÞRÓ | REY | VÍK | ÍBV | BRE |
| ÍB Keflavík          |     | 2:1 | 2:0 | 2:0 | 7:0 | 7:0 |
| Þróttur Reykjavík    |     |     | 3:0 | 2:0 | 5:1 | 3:1 |
| Reynir Sandgerði     |     |     |     | 4:1 | 6:2 | 6:2 |
| Víkingur Reykjavík   |     |     |     |     | 2:2 | 7:0 |
| ÍBV Vestmannaeyja    |     |     |     |     |     | 1   |
| Breiðablik Kópavogur |     |     |     |     |     |     |

## Finale
|             | Ergebnis |               |
| ----------- | -------- | ------------- |
| ÍB Keflavík | 1:1      | ÍB Ísafjörður |

Ein Wiederholungsspiel wurde nicht ausgetragen, da es zweimal wegen des Termins und Austragungsort Streit gegeben hatte, der sich über zehn Monate zog. Letztendlich wurde Keflavík zu Sieger erklärt. Das Team war selbst nicht glücklich über die Entscheidung und berichtete dem KSI, auf dem Aufstiegsrecht zu verzichten. Der KSI kam dieser Bitte jedoch nicht nach.